# Once Upon a Dream (chanson)
Pour les articles homonymes, voir Once Upon a Dream.
J'en ai rêvé
Once Upon a Dream (C'était vous dans la première version française, J'en ai rêvé dans la seconde) est une chanson écrite en 1959 pour le film d'animation La Belle au bois dormant, produit par Walt Disney. Elle est adaptée par George Bruns d'après le ballet de 1890 La Belle au bois dormant de Piotr Ilitch Tchaïkovski (Grande valse villageoise) ; les paroles sont de Jack Lawrence et Sammy Fain. 

## Version originale
La partition musicale du film est confiée à George Bruns, ayant déjà œuvré sur Fantasia (1940), mais aussi à Tom Adair, Winston Hibler, Ted Sears, Erdman Penner, Sammy Fain et Jack Lawrence qui sont principalement chargés des chansons. Dès le début de la production, l'équipe s'interroge sur l'utilisation de la musique du ballet original de Piotr Ilitch Tchaïkovski. Mais des thèmes nouveaux doivent être conçus pour certaines scènes. Bruns s'occupe avant tout d'arranger le ballet composé par Tchaïkovski pour l'adapter au format cinématographique. 
La partition musicale du film est interprétée par le Graunke Symphony Orchestra de Munich, et enregistrée en stéréophonie,, en 1957. Les interprètes originaux sont la cantatrice Mary Costa et l'acteur Bill Shirley prêtant également leurs voix au personnages d'Aurore et du prince Philip tout au long du film.

## Version française
La première version française de la chanson, connue sous le titre C'était vous date de 1959 et est enregistrée par Huguette Boulangeot et Guy Severyns. Henry Lemarchand est chargé de l'adaptation française des paroles et la direction musicale de cette version française confiée à Georges Tzipine.
Le film connaît une réédition en 1981 avec une nouvelle version du doublage. Les paroles française de cette chanson sont modifiées par Natacha Nahon pour devenir J'en ai rêvé et le titre est interprété par Danielle Licari et Olivier Constantin.

## Reprise de Lana Del Rey
Singles de Lana Del Rey
Young and Beautiful
(2013) West Coast (chanson)
(2014)
La chanson est reprise en 2014 par la chanteuse et compositrice américaine Lana Del Rey pour le film Maléfique, qui sert de préquelle au film de 1959. La chanson est diffusée pour la première fois le 26 janvier 2014 et mise à disposition en téléchargement gratuit pendant sa première semaine sur le Google Play Store.